# M75 (amas globulaire)
Pour les articles homonymes, voir M75.
M75 (NGC 6864) est un amas globulaire situé dans la constellation du Sagittaire à environ 68 150 a.l. (20,9 kpc) du Soleil et à 47 950 a.l. (14,7 kpc) du centre de la Voie lactée.

## Histoire
L'astronome français Pierre Méchain a découvert Messier 75 le 27 aout 1780,. L'amas a ensuite été observé les 5 et 18 octobre 1780 par Charles Messier qui l'a ajouté à son catalogue après avoir déterminé sa position. William Herschel a été le premier à résoudre les étoiles de M75 et il l'a décrit comme une miniature de M3.
John Herschel a observé l'amas à trois occasions en 1830 et 1831. À ses deux premières observations en 1830, il n'a pas pu résoudre ses étoiles. À sa troisième observation, il a décrit l'amas comme une boule brillante de 15 secondes d'arc dans une atmosphère de 2 minutes d'arc. Avec un grossissement de 320, l'amas ne montre pas ses étoiles, mais il a un aspect marbrée qui le rend plus résoluble. Herschel inscrit M75 dans son catalogue sous la désignation GC 4543.
L'amas a ensuite été observé par Charles Piazzi Smyth en aout 1834. John Dreyer a observé l'amas en le décrivant comme assez grand, rond, beaucoup plus brillant au centre où se trouve un noyau partiellement résolu montrant quelques étoiles. Il l'a inscrit dans son New General Catalogue sous la désignation NGC 6864.
Une photographie de l'amas a été réalisée par Heber Doust Curtis et elle a été publiée en 1918 dans le livre « Descriptions of 762 Nebulae and Clusters Photographed with the Crossley Reflector ». Il l'a décrit comme un amas globulaire compact et brillant de 2' de diamètre et fortement concentré au centre.

## Observation
Avec une magnitude visuelle de 8,26 cet amas n'est pas visible à l'œil nu. On peut cependant l'observer avec des jumelles dont l'ouverture est comprise entre 40 et 50 mm ou avec un petit télescope. Mais pour résoudre ses étoiles, il faut utiliser un télescope dont l'ouverture est d'au moins 10 pouces (25 cm).

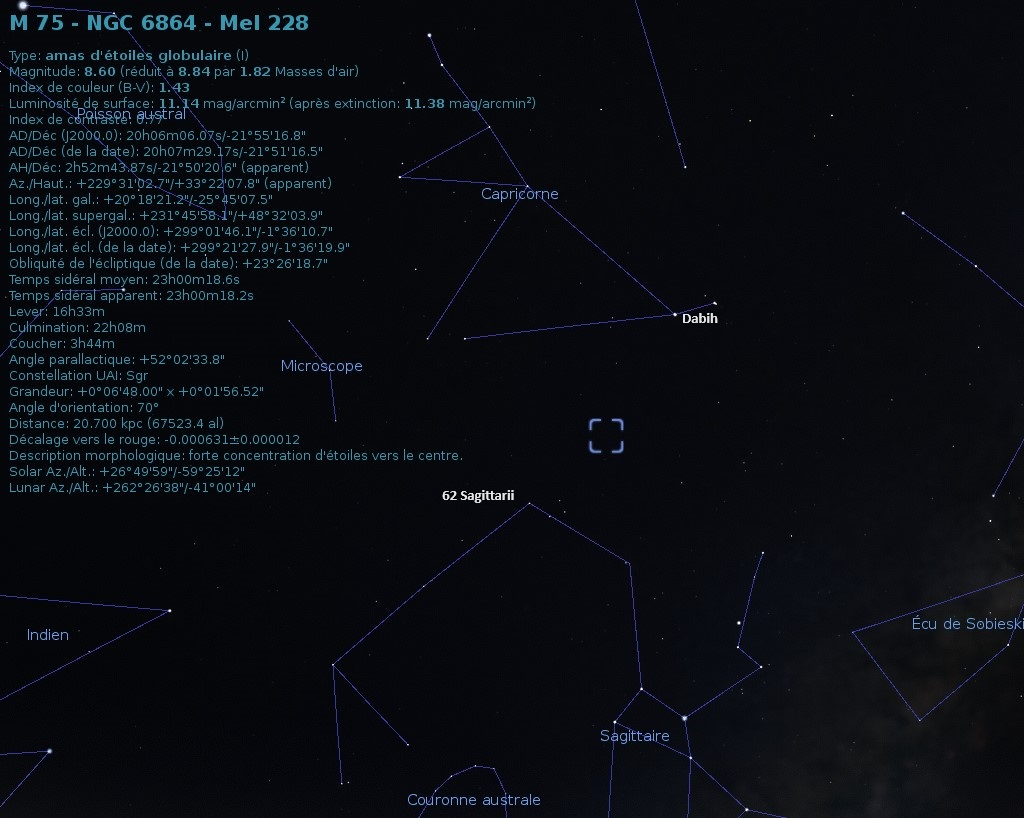
Localisation de Messier 75 dans la constellation du Sagittaire et données du logiciel Stellarium.

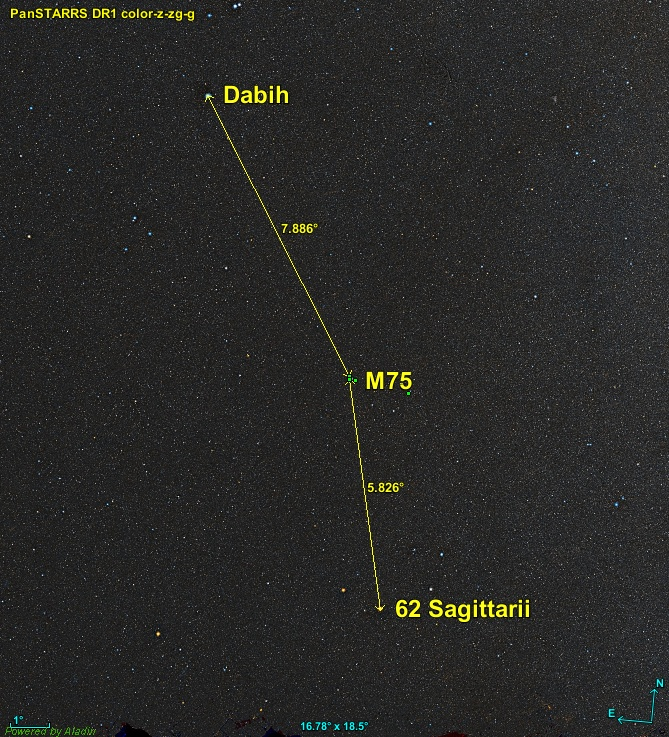
M75 en compagnie de deux étoiles.

M75 est à environ 7,9° au sud-ouest de l'étoile Dabih (Beta Capricorni) et 5,8° au nord-est de 62 Sagittarii.
M75 est un amas très compact, en fait l'un des plus compacts et des plus concentrés. De ce fait et en raison de sa distance, il faut un télescope de taille moyenne pour résoudre ses étoiles. Il est cependant très brillant, car sa magnitude absolue de -8,57 correspond à une luminosité égale à 147 000 {\displaystyle L_{\odot }}.

## Caractéristiques

### Classe
La classe de concentration Shapley-Sawyer de M75 est I,, ce qui signifie que l'amas présente une forte concentration vers le centre. Cette classe correspond d'ailleurs aux observations historiques de l'amas.

### Vitesse, distance et taille
La base de données astronomique Simbad indique deux récentes mesures effectuées par le satellite Gaia : −188,6 ± 0,9 km/s et −189,08 ± 1,12 km/s, d'où la valeur de −189 ± 1 km/s indiquée dans l'encadré à droite. William W. Harris indique une vitesse semblable, soit −180,8 ± 1,5 km/s.
La base de données Simbad indique une seule distance pour M75, soit environ 0,021 Mpc (∼68 500 al) et celle inscrite sur le site de l'Observatoire de Paris est de  67,5 kal. La distance de Simbad est semblable à celle donnée par Harris, mais celle de l'Observatoire de Paris est plus grande et doit dater de publications anciennes.
Si on admet une distance d'environ 20,9 kpc et une taille comprise ,, un calcul simple montre que sa taille réelle est d'environ 135 al.

### Métallicité, masse et âge
La métallicité indiquée par Forbes est -1,03. Harris indique une valeur -1,29,. La base de données Simbad rapporte deux valeurs de la métallicité, soit -1,164 et -1,29. Une métallicité comprise entre -1,03 et -1,29 signifie que la concentration en éléments lourds (plus lourd que l'hélium) de M75 est comprise entre 5,1% ((10-1,29) et 9,3% ((10-9,3) de celle du Soleil.
Après le Big Bang, l'Univers étant surtout composé d'hydrogène et d'hélium, la métallicité était pratiquement nulle. L'univers s'est progressivement enrichi en métaux (éléments plus lourds que l'hélium) grâce à la synthèse de ceux-ci dans le cœur des étoiles. La métallicité des amas du halo de la Voie lactée varie d'un centième (1%) à un dixième (10%) de la métallicité solaire, ce qui signifie que ces amas se décomposent en deux sous-groupes, les relativement jeunes et les vieux . Selon sa métallicité, M75 serait donc un amas assez riches en métaux
Forbes indique un âge de 9,98 milliards d'années. Une étude basée sur le point de sortie de la séquence principale parue en 2015 suggère un âge égale à 12 ± 2 Ga. Par rapport aux autres amas globulaire, M75 est donc un amas relativement jeune. 

## Les étoiles de M75
Messier 75 renferme quelque 400 000 étoiles.
La plus récente publication faisant état de la présence d'étoiles traînardes bleues dans M75 a été publiée en 2012. L'étude photométrique réalisée depuis le sol de notre planète a réussi à identifier 62 traînardes bleues et se sont révélées fortement présentes près du noyau, indiquant ainsi que la vaste majorité des étoiles binaires lourdes se sont déjà déplacées vers le noyau.
En 2003, aux neuf étoiles variables, se sont ajoutées 29 autres. Les 38 étoiles sont de type RR Lyrae. En 2006, quatre nouvelles étoiles variables se sont ajoutées, dont trois de type RR Lyrae et une possible de type Beta Lyrae (EB?).

## Galerie

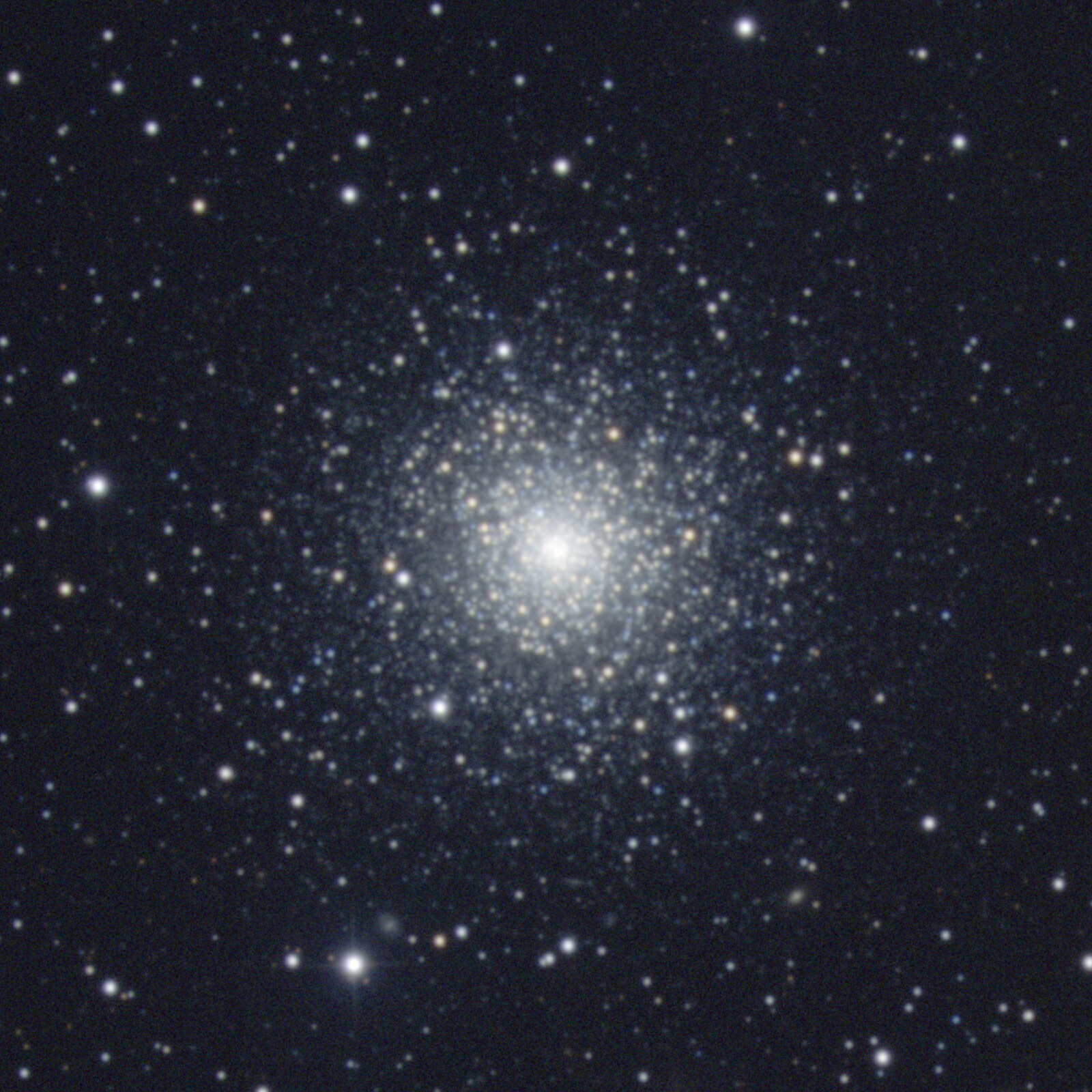
Image captée par le télescope KPNO de 0,9 mètre de l'Observatoire de Kitt Peak[19].
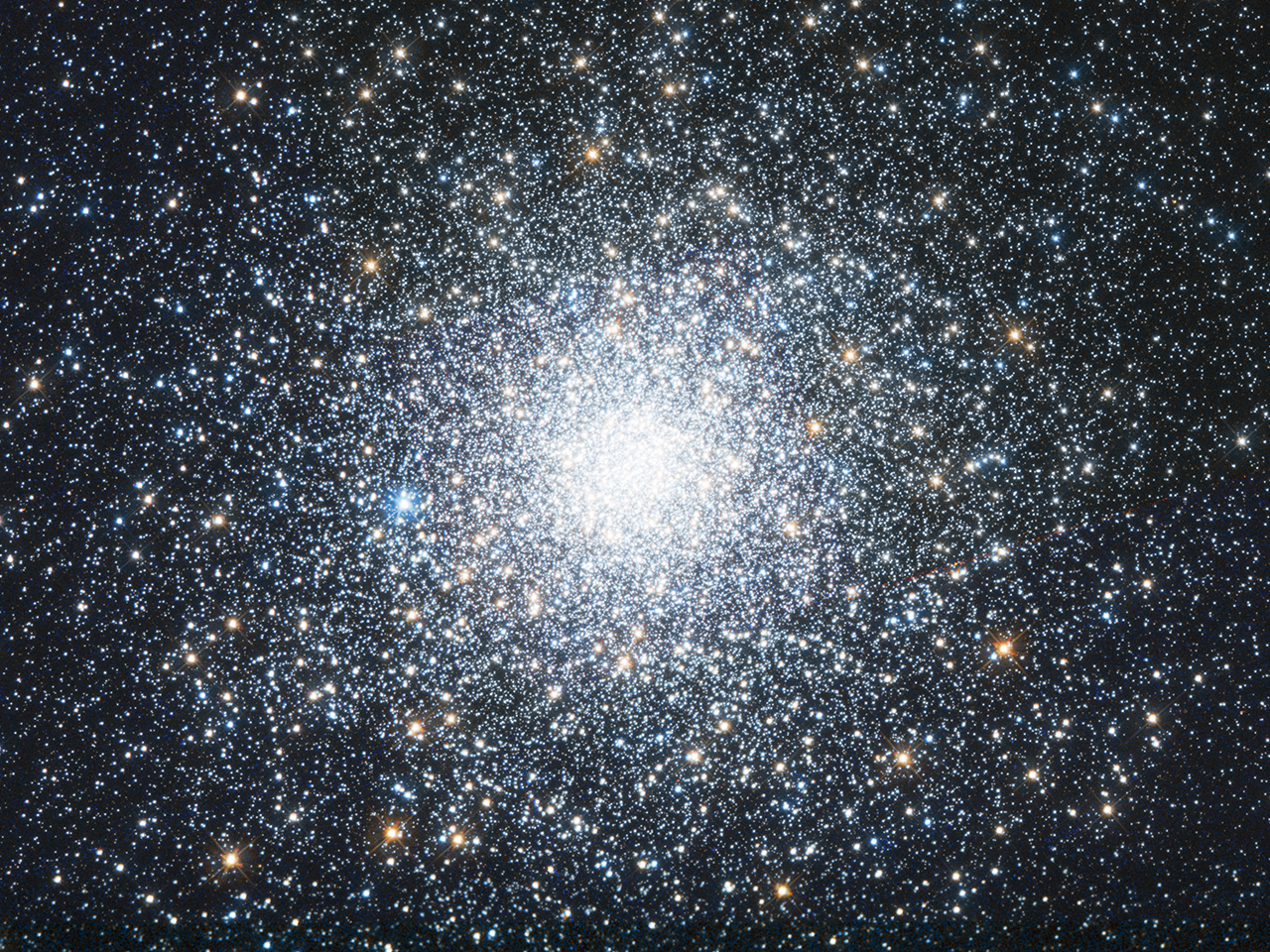
M75 en lumière visible par le télescope spatial Hubble.
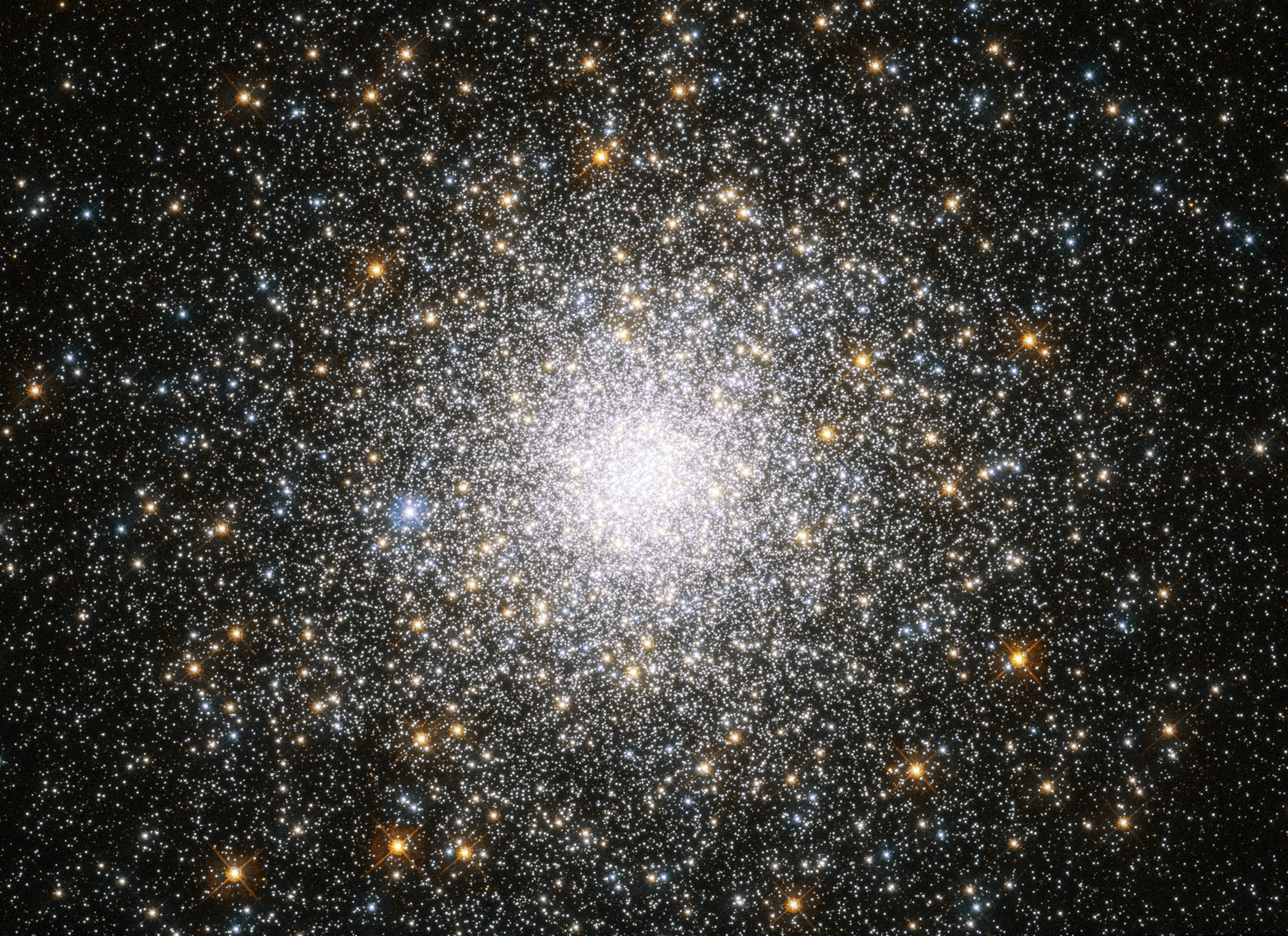
Autre image de M75 captée par le télescope spatial Hubble.
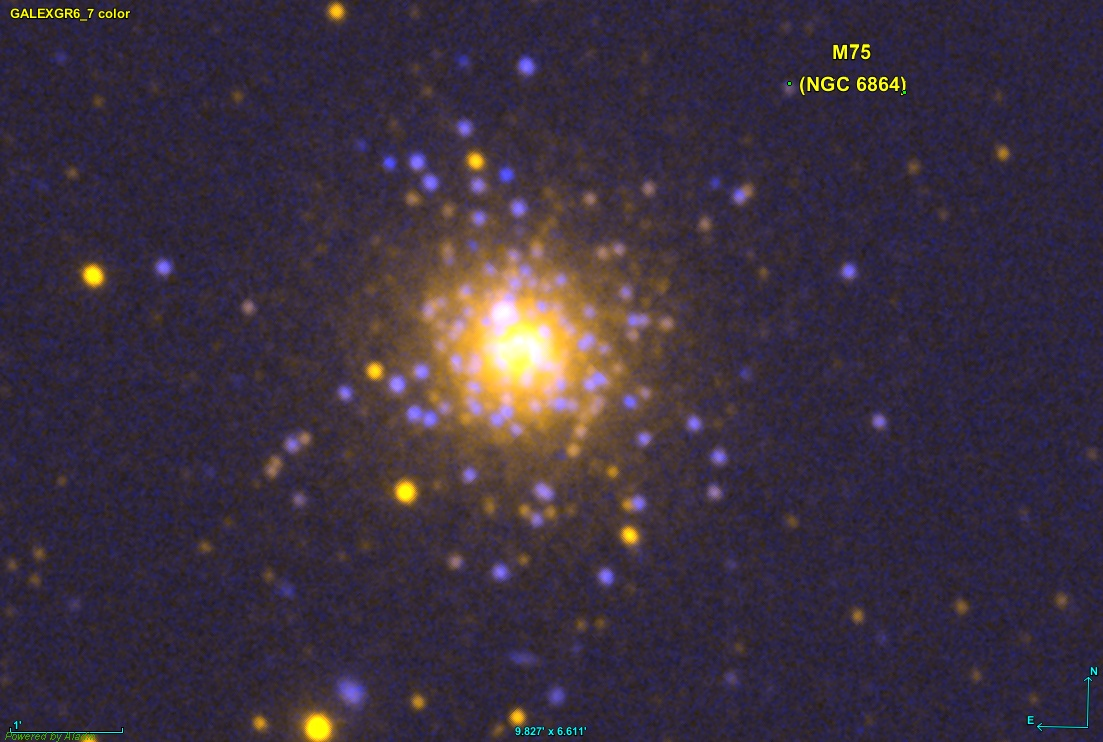
Image de M75 dans le domaine de l'ultraviolet par le télescope spatial GALEX.
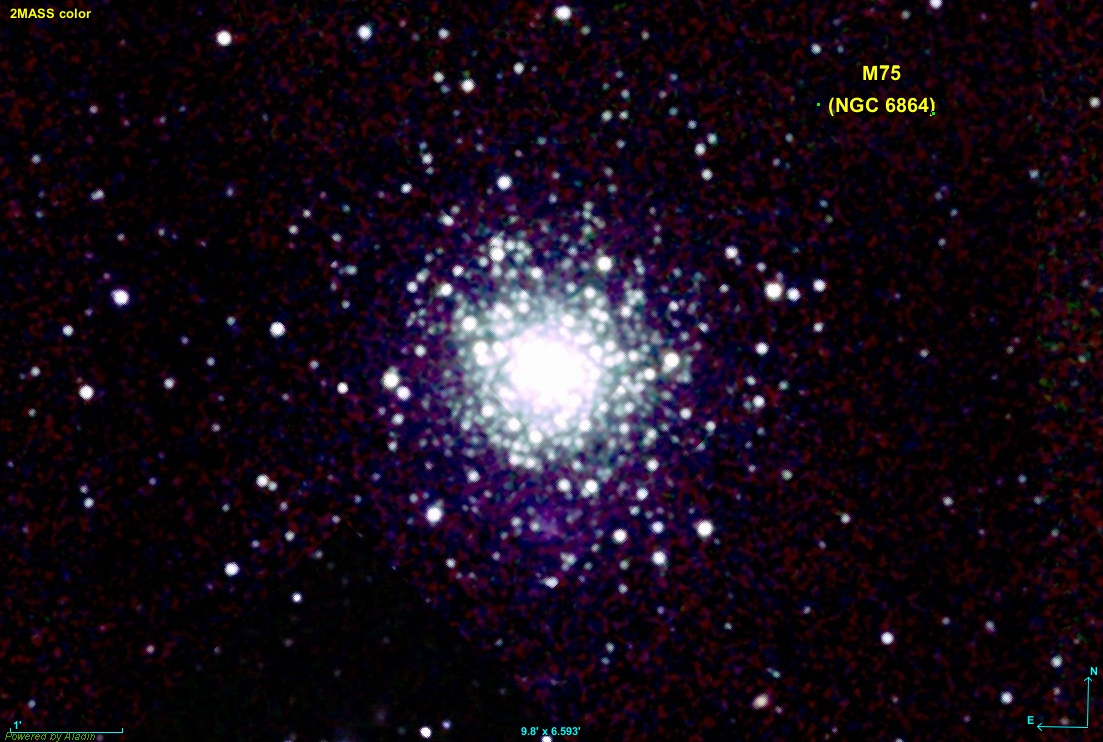
M75 en infrarouge par le relevé 2MASS.
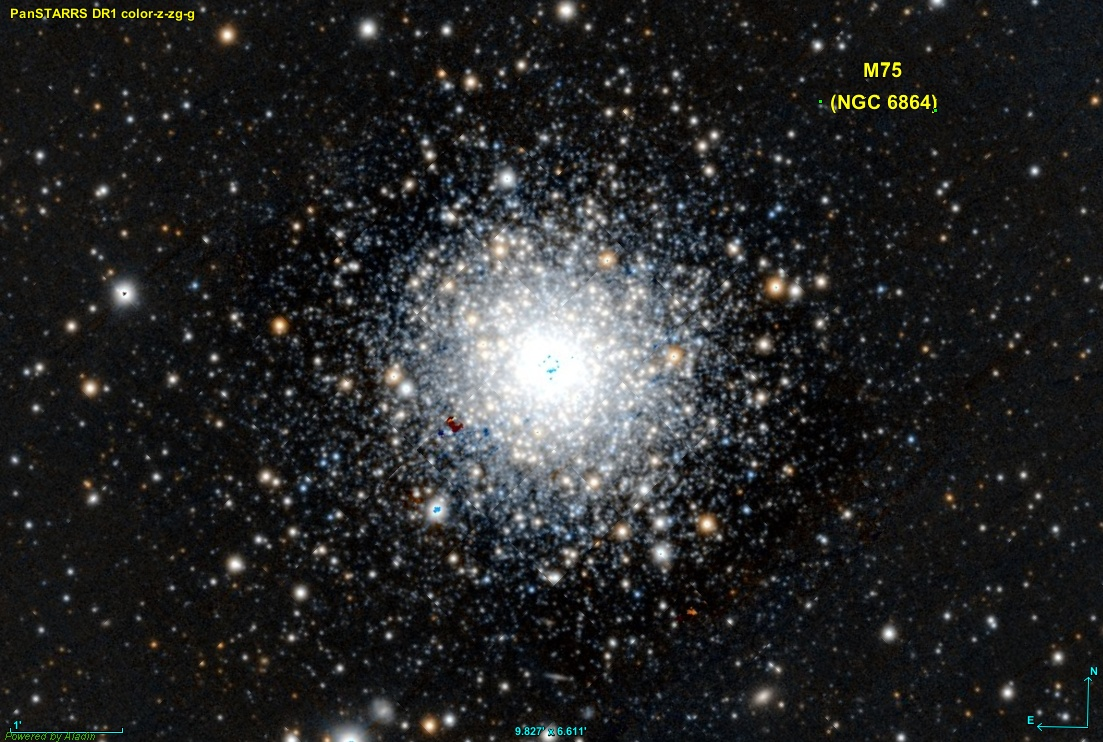
M75 en lumière visible par le relevé Pan-STARRS.